# Île Fabre
L’île Fabre est l'un des trois motus, ou îlots de sable coralliens, de la couronne récifale de l'atoll de la Surprise, faisant partie des récifs d'Entrecasteaux, au nord-ouest de la Nouvelle-Calédonie. À ce titre, elle est depuis 2008 inscrit avec les lagons de Nouvelle-Calédonie au patrimoine mondial de l'UNESCO.

## Géographie
L'île Fabre est située sur la barrière récifale nord-occidentale de l'atoll, au cœur des récifs d'Entrecasteaux qui constituent l'extrémité nord-ouest du lagon de l'archipel de la Nouvelle-Calédonie. Elle est distante d'environ 140 milles marins (220 km) de la pointe nord-ouest de la Grande Terre. Elle mesure environ 1,5 km de long pour 1 km de large.
Elle est, avec l'île Surprise, le seul des quatre motus des récifs d'Entrecasteaux à disposer d'une strate arbustive s'ajoutant à l'herbe et au sable.

## Histoire
Le nom de l'île, comme celui de l'îlot voisin de Le Leizour, est donné par les membres de l'équipage du croiseur Le Curieux en 1876 en l'honneur d'un des premiers pilotes de navire de Nouvelle-Calédonie au XIXe siècle : Gustave Fabre (1841-1891).

## Biodiversité
L'île Huon est un sanctuaire de ponte pour les tortues vertes entre décembre et mars. De nombreux oiseaux marins y nichent de manière pérenne, dont surtout trois espèces de fous : le fou masqué (Sula dactylatra), le fou brun (Sula leucogaster) et le fou à pieds rouges (Sula sula). C'est un site de nidification pour deux espèces de sternes : la sterne huppée (Thalasseus bergii) ou la sterne fuligineuse (Onychoprion fuscatus). Pour cette dernière, environ 18 000 couples ont été recensés en 2001, soit près de la moitié de la population totale de cette espèce dans les récifs d'Entrecasteaux.
Comme les deux autres motu de l'atoll de la Surprise, l'île a été le lieu d'une exploitation du guano entre 1883 et 1928.